# Kerns (Ontario)
Kerns to gmina (ang. township) w Kanadzie, w prowincji Ontario, w dystrykcie Timiskaming.
Powierzchnia Kerns to 90,44 km².
Według danych spisu powszechnego z roku 2001 Kerns liczy 360 mieszkańców (3,98 os./km²).